# Irradiazioni
Irradiazioni è un album raccolta della cantautrice italiana Giuni Russo, pubblicata il 4 aprile 2003, dall'etichetta discografica NAR International.

## Descrizione
Sull'onda del successo al Festival di Sanremo riscontrato con il brano Morirò d'amore, nonché l'omonimo album, la NAR, precedente etichetta discografica di Giuni Russo, pubblica questa raccolta non ufficiale (il titolo Irradiazioni non incontrò il gradimento dell'artista).
I brani storici, quali Good Good Bye, Le contrade di Madrid, Limonata Cha Cha Cha, Mediterranea, Un'estate al mare, Alghero e Sere d'agosto erano stati registrati nel 1997, presso lo studio del chitarrista Alberto Radius, ed erano inizialmente destinati ad un progetto discografico rimasto incompiuto: l'album Gelsomini d'Arabia, la cui uscita era prevista per la fine di quell'anno, ma che non fu mai pubblicato a causa di contrasti tra l'artista e l'etichetta discografica.
I brani mai editi su album risalivano invece al periodo in cui la cantante era sotto contratto con la NAR (Gabbiano e Fonti mobili), ed erano già stati pubblicati nell'estate 1997 solo su CD singolo, mentre Voce che grida era un brano del tutto inedito.

## Tracce
1. Good Good Bye - 03:49 (G. Russo - F. Messina - F.Battiato - G. Pio)
2. Voce che grida - 04:23 (G. Romeo - M.A. Sisini) (inedito)
3. Le contrade di Madrid - 04:14 (G. Russo - M.A. Sisini - Tripoli)
4. Limonata Cha Cha Cha - 03:11 (G. Russo - M.A. Sisini- Tripoli
5. Mediterranea - 03:52 (G. Russo - M.A. Sisini)
6. Un'estate al mare - 03:32 (F. Battiato - G. Pio)
7. Alghero - 04:06 (G. Russo - M.A. Sisini)
8. Sere d'agosto - 03:34 (G. Russo - F. Messina)
9. Gabbiano - 03:33 (G. Romeo - C.R. Binosi) (inedito su album)
10. Fonti mobili - 04:08 (G. Romeo - D. Tortorella - M.A. Sisini) (inedito su album)